# Station Ilseng
Station Ilseng is een station in Ilseng in Noorwegen. Ilseng ligt grotendeels in de gemeente Stange, het station ligt nog net in de gemeente Hamar in fylke Innlandet. Het eerste stationsgebouw dateerde uit 1862 en staat nu in het Noors Spoorwegmuseum in Hamar. Het huidige station is onbemand. 